# Jindřich Marco

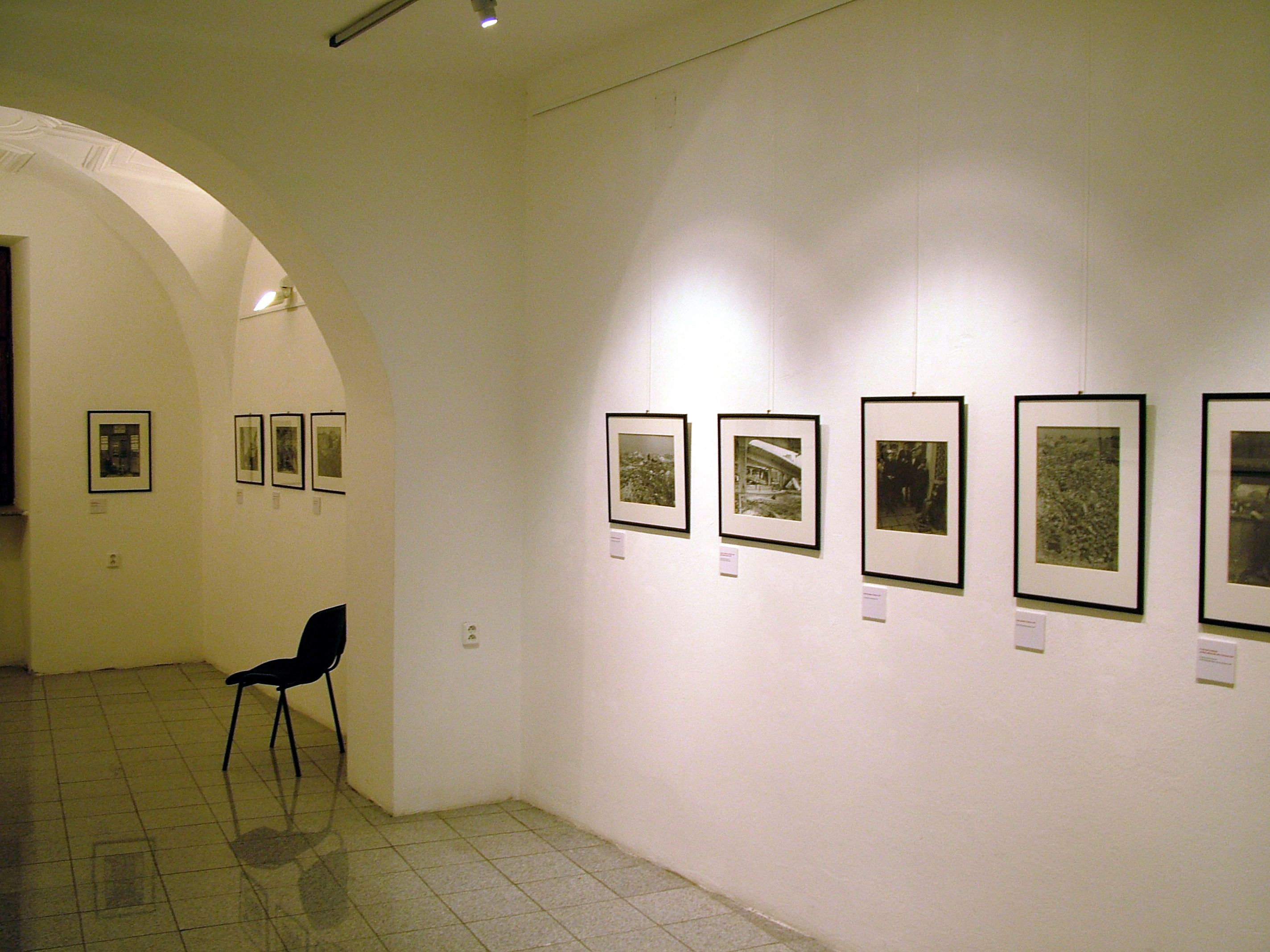
Výstava Jindřicha Marca Fotografie z let 1945–1948, kurátor: Vladimír Birgus, Měsíc fotografie Bratislava 2011

Jindřich Marco (10. května 1921 Praha – 20. prosince 2000 Praha) byl český fotograf a numismatik. Dokumentoval poválečný stav evropských měst, strádání jejich obyvatel a začínající obnovu.

## Život a dílo
Po maturitě v roce 1940 pracoval v propagaci. V roce 1944 byl kvůli svému rasovému původu umístěn do sběrného tábora, odkud se mu podařilo uprchnout za východní frontu. Počátkem roku 1945 se dostal do Košic, kde fotografoval pro novou československou vládu. V Budapešti fotografoval boje o město.
Po válce v letech 1945–1948 dokumentoval jako fotoreportér uklízení důsledků války v Evropě. Spíše než trosky měst ho zajímaly osudy obyčejných lidí, kteří znovu stavěli domy, školy a továrny a vraceli se do obyčejného života. Bezprostředně po skončení 2. světové války fotografoval v Berlíně, Drážďanech, Varšavě, Budapešti, Londýně a dalších městech. Podobně jako fotografové té doby Robert Capa, Margaret Bourke-White, Leonard McCombe, Werner Bischof, Jevgenij Chalděj také on se snažil zachytit symboly válečného barbarství bez válečného boje. Snímky ukazují osudy lidí, kteří sami válku nezavinili a nevyvolali, ale jejich životy válka změnila a sami trpěli dlouho po jejím skončení. Jeho snímky se objevily ve světových časopisech Weekly Illustrated, Life, Lilliput, Picture Post nebo francouzském týdeníku Paris Match.
V roce 1948 fotografoval také v novém izraelském státě.
V roce 1950 byl uvězněn a odsouzen ve vykonstruovaném politickém procesu. Po návratu z vězení se již reportážní fotografii nevěnoval. Psal knihy o grafice, numismatice a starých zbraních a pořizoval do nich fotografickou dokumentaci.

### Publikace (výběr)
- MARCO, Jindřich; BEDNÁŘ, Kamil. Praha romantická. Třebechovice pod Orebem: Antonín Dědourek, 1948.
- ANDREWS, Hugh A.; MARCO, Jindřich. Anglie slovem i obrazem. Třebechovice pod Orebem: Antonín Dědourek, 1948.
- MARCO, Jindřich. Please Buy my New Song. Praha: Artia, 1967.
- MARCO, Jindřich. Jak sbírat mince. Praha: Mladá fronta, 1972.
- MARCO, Jindřich. O grafice: kniha pro sběratele a milovníky umění. Praha: Mladá fronta, 1981.
- MARCO, Jindřich. Mincovní a mincmistrovské značky na ražbách habsburské monarchie 1519–1918. Praha: Česká numismatická společnost, 1983.
- MARCO, Jindřich. Soudruh agresor. Praha: Mladá fronta, 1990. ISBN 80-204-0182-2.
- MARCO, Jindřich. Israel 48. Praha: Josef Novotný, 1991. ISBN 80-85338-01-7.